# 西牟婁郡

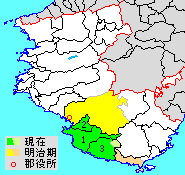
和歌山県西牟婁郡の範囲（1.白浜町 2.上富田町 3.すさみ町 薄緑：後に他郡から編入した区域 薄黄：後に他郡に編入された区域）

西牟婁郡（にしむろぐん）は、和歌山県の郡。西牟娄郡と表記される場合もある。
人口37,558人、面積432.81km²、人口密度86.8人/km²。（2025年3月1日、推計人口）
以下の3町を含む。
- 白浜町（しらはまちょう）
- 上富田町（かみとんだちょう）
- すさみ町（すさみちょう）

なお、「都市計画区域の整備、開発保全の方針」に基づく圏域の区分である「西牟婁圏域」には以上の3町に田辺市及びみなべ町（日高郡）を含む。

## 郡域
1879年（明治12年）に行政区画として発足した当時の郡域は、以下の区域にあたる。
- 上富田町・白浜町の全域
- 田辺市の大部分（龍神村各町・本宮町各町を除く）
- すさみ町の大部分（佐本各町を除く）
- 東牟婁郡串本町の一部（二色、鬮野川、串本、出雲以西）

## 歴史

### 郡発足までの沿革
- 「旧高旧領取調帳」に記載されている、紀伊国牟婁郡のうち後の本郡域の明治初年時点での支配は以下の通り。（143村12浦）

| 知行 | 知行         | 村数      | 村名 |
| ---- | ------------ | --------- | --- |
| 藩領 | 紀伊和歌山藩 | 75村 12浦 | 瀬戸鉛山村、近露村、高原村、北郡村、西谷村、真砂村、野中村、道湯川村、和田村（現・田辺市）、下川上村、下川下村、平瀬村、大内川村、深谷村、小谷村、市鹿野村、小房村、大村、久木村、向平村、中島村、寺山村、安居村、口ヶ谷村、田野井村、矢田村、安宅村、大野村、日置浦、古屋村、塩野村、大谷村（現・すさみ町）、熊野村、面川村、上木守村、下木守村、原村、五味村、伏菟野村（現・田辺市東伏菟野）、長瀬村（現・田辺市長瀬）、九川村、串村、谷野口村、竹ノ平村、合川村、下露村、古屋村、佐田村、中野俣村、上露村、竹垣内村、大瀬村、北谷村、柿垣内村、矢ヶ谷村、矢野口村、大附村、小附村、城村、小川村、太間川村、周参見浦、口和深村、和深川村、小河内村、見老津村、江住浦、里野浦、里川村、和深浦、田子浦、田並上村、田並浦、江田浦、吐生村、有田上村、有田浦、東雨村、二部村、二色村、鬮野川村、串本浦、出雲浦、上野浦、大鎌村、防己村、大谷村（現・田辺市） |
| 藩領 | 紀伊田辺藩   | 68村      | 堅田村、才野村、高井村、溝端村、吉田村、中村、朝来帰村、高瀬村、芝生村、十九淵村、平村、庄川村、内ノ川村、保呂村、朝来村、生馬村、岩崎村、岩田村、岡村、市ノ瀬村、鮎川村、神宮寺村、宇津木村、玉伝村、里谷村、向山村、栗栖川村、石船村、大川村、福定村、兵生村、小松原村、温川村、内井川村、小皆村、熊野川村、沢村、小野村（現・田辺市中辺路町水上）、下万呂村、中万呂村、上万呂村、下三栖村、中三栖村、上三栖村、長瀬村（現・田辺市長野）、馬我野村、伏菟野村（現・田辺市伏菟野）、下秋津村、上秋津村、秋津川村、伊作田村、糸田村、湊村、神子浜村、新庄村、西ノ谷村、東山村、西山村、日向村、小野村（現・田辺市中芳養）、林村、境村、田中村、芋村、稲生村、田尻村、西野々村、平野村 |

- 明治初年 - 大野村・古屋村が合併して大古村となる。（1町142村12浦）
- 明治4年
  - 7月14日（1871年8月29日） - 廃藩置県により、藩領が和歌山県、田辺県の管轄となる。
  - 11月22日（1872年1月2日） - 第1次府県統合により、牟婁郡のうち概ね熊野川・北山川以西が和歌山県の管轄となる。
  - 小野村（現・田辺市中辺路町水上）が改称して水上村となる。
- 明治8年（1875年）（1町139村12浦）
  - 高井村・溝端村・吉田村が合併して栄村となる。
  - 伊作田村・糸田村が合併して稲成村となる。
- 明治9年（1876年） - 東雨村・二部村が合併して高富村となる。（1町138村12浦）
- 明治11年（1878年） - 上木守村・下木守村が合併して木守村となる。（1町137村12浦）

### 郡発足以降の沿革
- 明治12年（1879年）（1町128村12浦）
  - 1月20日 - 郡区町村編制法の和歌山県での施行により、牟婁郡のうち田辺城下ほか1町137村12浦に行政区画としての西牟婁郡が発足。郡役所を田辺城下に設置。
  - 東山村・西山村・日向村が合併して上芳養村となる。
  - 小野村（現・田辺市中芳養）・林村・田尻村・西野々村・平野村が合併して中芳養村となる。
  - 境村・田中村・芋村・稲生村が合併して下芳養村となる。
  - 2ヶ所ずつ存在した大谷村、伏菟野村、長瀬村のうち1村が西大谷村（現・田辺市）、東伏菟野村（現・田辺市東伏菟野）、上長瀬村（現・田辺市長野）にそれぞれ改称。
- 明治20年（1887年） - 高瀬村・芝生村が合併して富田村となる。（1町127村12浦）

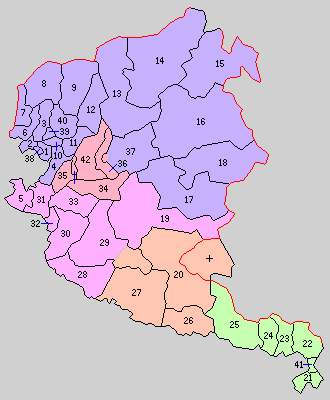
1.湊村 2.西ノ谷村 3.稲成村 4.新庄村 5.瀬戸鉛山村 6.下芳養村 7.中芳養村 8.上芳養村 9.秋津川村 10.万呂村 11.三栖村 12.長野村 13.栗栖川村 14.二川村 15.近野村 16.富里村 17.三川村 18.豊原村 19.川添村 20.大都河村 21.潮岬村 22.富二橋村 23.有田村 24.田並村 25.和深村 26.江住村 27.周参見村 28.日置村 29.三舞村 30.東富田村 31.西富田村 32.南富田村 33.北富田村 34.生馬村 35.朝来村 36.市ノ瀬村 37.鮎川村 38.田辺町 39.下秋津村 40.上秋津村 41.串本村 42.岩田村（紫：田辺市 桃：白浜町 赤：上富田町 橙：すさみ町 緑：東牟婁郡串本町 +は佐本村）

- 明治22年（1889年）4月1日 - 町村制の施行により、以下の町村が発足。郡役所の所在地が田辺町となる。特記以外は現・田辺市。（1町41村）
  - 湊村 ← 湊村［大部分］、神子浜村［大部分］、田辺城下［新屋敷町の一部］
  - 西ノ谷村（西ノ谷村の大部分が単独村制）
  - 稲成村（単独村制）
  - 新庄村 ← 新庄村、神子浜村［一部］
  - 瀬戸鉛山村（単独村制。現・白浜町）
  - 下芳養村、中芳養村、上芳養村、秋津川村（それぞれ単独村制）
  - 万呂村 ← 下万呂村、中万呂村、上万呂村
  - 三栖村 ← 下三栖村、中三栖村、上三栖村
  - 長野村 ← 上長瀬村、馬我野村、伏菟野村
  - 栗栖川村 ← 西谷村、真砂村、北郡村、石船村、栗栖川村、小皆村、熊野川村、沢村、水上村、内井川村
  - 二川村 ← 高原村、大川村、福定村、兵生村、小松原村、温川村
  - 近野村 ← 近露村、野中村、道湯川村
  - 富里村 ← 大内川村、平瀬村、和田村、下川上村、下川下村
  - 三川村 ← 合川村、下露村、古屋村、佐田村、中野俣村、竹ノ平村、向山村、深谷村、小谷村、谷野口村、串村、九川村、長瀬村、東伏菟野村、原村、五味村
  - 豊原村 ← 面川村、熊野村、西大谷村、木守村
  - 川添村 ← 市鹿野村、小房村、玉伝村、大村、宇津木村、小川村、城村、里谷村、上露村、北谷村、大瀬村、竹垣内村（現・白浜町）
  - 大都河村 ← 小河内村、大附村、小附村、大鎌村、大谷村、防己村、矢野口村、矢ヶ谷村、柿垣内村（現・すさみ町）
  - 潮岬村 ← 上野浦、出雲浦（現・東牟婁郡串本町）
  - 富二橋村 ← 鬮野川村、二色村、高富村（現・東牟婁郡串本町）
  - 有田村 ← 有田浦、有田上村、吐生村（現・東牟婁郡串本町）
  - 田並村 ← 田並浦、田並上村（現・東牟婁郡串本町）
  - 和深村 ← 和深浦、里川浦、田子浦、江田浦（現・東牟婁郡串本町）
  - 江住村 ← 見老津浦、江住浦、里野浦（現・すさみ町）
  - 周参見村 ← 周参見浦、口和深村、和深川村（現・すさみ町）
  - 日置村 ← 日置浦、塩野村、矢田村、安宅村、大古村（現・白浜町）
  - 三舞村 ← 安居村、寺山村、中島村、向平村、神宮寺村、久木村、田野井村、口ヶ谷村（現・白浜町）、太間川村（現・すさみ町）
  - 東富田村 ← 十九淵村、富田村、朝来帰村（現・白浜町）
  - 西富田村 ← 才野村、堅田村（現・白浜町）
  - 南富田村 ← 栄村、中村（現・白浜町）
  - 北富田村 ← 平村、保呂村、内ノ川村、庄川村（現・白浜町）
  - 生馬村（単独村制。現・上富田町）
  - 朝来村 ← 朝来村、岩崎村（現・上富田町）
  - 市ノ瀬村（単独村制。現・上富田町）
  - 鮎川村（単独村制。現・田辺市、上富田町）
  - 田辺町 ← 田辺城下[3]、湊村［一部］、西ノ谷村［一部］
  - 下秋津村（単独村制）
  - 上秋津村（単独村制）
  - 串本村（串本浦が単独村制。現・東牟婁郡串本町）
  - 岩田村 ← 岩田村、岡村（現・上富田町）
- 明治30年（1897年）
  - 9月1日 - 郡制を施行。
  - 11月12日 - 串本村が町制施行して串本町となる。（2町40村）
- 明治40年（1907年）7月1日 - 東牟婁郡佐本村の所属郡が本郡に変更。（2町41村）
- 大正12年（1923年）4月1日 - 郡会が廃止。郡役所は存続。
- 大正13年（1924年）
  - 2月11日（4町39村）
    - 日置村が町制施行して日置町となる。
    - 周参見村が町制施行して周参見町となる。

  - 6月30日 - 富二橋村が串本町に編入。（4町38村）
  - 7月1日 - 湊村・西ノ谷村が田辺町に編入。（4町36村）
- 大正15年（1926年）7月1日 - 郡役所が廃止。以降は地域区分名称となる。
- 昭和4年（1929年）4月1日 - 豊原村が三川村に編入。（4町35村）
- 昭和15年（1940年）3月1日 - 瀬戸鉛山村が町制施行・改称して白浜町となる。（5町34村）
- 昭和17年（1942年）5月20日 - 田辺町・下芳養村が合併して田辺市が発足し、郡より離脱。（4町33村）
- 昭和25年（1950年）12月15日 - 万呂村・下秋津村・稲成村が田辺市に編入。（4町30村）
- 昭和29年（1954年）2月4日 - 新庄村が田辺市に編入。（4町29村）
- 昭和30年（1955年）
  - 3月15日（4町27村）
    - 西富田村が田辺市に編入。
    - 南富田村が白浜町に編入。

  - 3月31日 - 三舞村の一部（太間川）を周参見町に編入、周参見町・大都河村・佐本村が合併してすさみ町が発足。（4町25村）
  - 7月2日 - 串本町・田並村・有田村・潮岬村・和深村が合併し、改めて串本町が発足。（4町21村）
- 昭和31年（1956年）
  - 4月1日 - すさみ町の一部（大鎌）が江住村に編入。
  - 7月1日 - 川添村・三舞村・日置町が合併して日置川町が発足。（4町19村）
  - 9月30日（8町3村）
    - 中芳養村・上芳養村・秋津川村・上秋津村・三栖村・長野村が合併して牟婁町が発足。
    - 生馬村・朝来村が合併して富田川町が発足。
    - 鮎川村の一部（1 - 390番地の一部）が市ノ瀬村に編入、市ノ瀬村・岩田村が合併して上富田町が発足。
    - 富里村の一部（大内川）が栗栖川村に編入、栗栖川村・二川村・近野村が合併して中辺路町が発足。
    - 三川村および富里村の残部（平瀬・和田・下川上・下川下）・鮎川村の残部が合併して大塔村が発足。
    - 東富田村・北富田村が合併して富田村が発足。
- 昭和33年（1958年）
  - 1月15日 - 串本町が東牟婁郡大島村を編入。
  - 3月31日 - 上富田町・富田川町が合併し、改めて上富田町が発足。（7町3村）
  - 7月1日 - 富田村および田辺市の一部（堅田町・才野町[4]）が白浜町に編入。（7町2村）
- 昭和34年（1959年）3月25日 - 江住村がすさみ町に編入。（7町1村）
- 昭和39年（1964年）10月15日 - 牟婁町が田辺市に編入。（6町1村）
- 平成17年（2005年）
  - 4月1日 - 串本町が東牟婁郡古座町と合併して東牟婁郡串本町が発足。（5町1村）
  - 5月1日 - 中辺路町・大塔村が田辺市・日高郡龍神村・東牟婁郡本宮町と合併し、改めて田辺市が発足。（4町）
- 平成18年（2006年）3月1日 - 白浜町・日置川町が合併し、改めて白浜町が発足。（3町）

### 変遷表
| 明治22年以前 | 明治22年以前             | 明治22年以前             | 明治22年 4月1日 町村制施行 | 明治22年 - 大正15年            | 昭和元年 - 昭和29年            | 昭和30年 - 昭和64年                                 | 昭和30年 - 昭和64年            | 平成元年 - 現在                | 現在            |
| ------------ | ------------------------ | ------------------------ | -------------------------- | ------------------------------ | ------------------------------ | --------------------------------------------------- | ------------------------------ | ------------------------------ | --------------- |
| 串本浦       | 串本浦                   | 串本浦                   | 串本村                     | 明治30年11月2日 町制 串本町    | 串本町                         | 昭和30年7月2日 串本町                               | 昭和30年7月2日 串本町          | 平成17年4月1日 東牟婁郡 串本町 | 東牟婁郡 串本町 |
| 鬮野川村     | 鬮野川村                 | 鬮野川村                 | 富二橋村                   | 富二橋村                       | 昭和13年6月30日 串本町に編入   | 昭和30年7月2日 串本町                               | 昭和30年7月2日 串本町          | 平成17年4月1日 東牟婁郡 串本町 | 東牟婁郡 串本町 |
| 二色村       |                          |                          | 富二橋村                   | 富二橋村                       | 昭和13年6月30日 串本町に編入   | 昭和30年7月2日 串本町                               | 昭和30年7月2日 串本町          | 平成17年4月1日 東牟婁郡 串本町 | 東牟婁郡 串本町 |
| 東雨村       | 明治9年 高富村           | 明治9年 高富村           | 富二橋村                   | 富二橋村                       | 昭和13年6月30日 串本町に編入   | 昭和30年7月2日 串本町                               | 昭和30年7月2日 串本町          | 平成17年4月1日 東牟婁郡 串本町 | 東牟婁郡 串本町 |
| 二部村       | 明治9年 高富村           | 明治9年 高富村           | 富二橋村                   | 富二橋村                       | 昭和13年6月30日 串本町に編入   | 昭和30年7月2日 串本町                               | 昭和30年7月2日 串本町          | 平成17年4月1日 東牟婁郡 串本町 | 東牟婁郡 串本町 |
| 和深浦       | 和深浦                   | 和深浦                   | 和深村                     | 和深村                         | 和深村                         | 昭和30年7月2日 串本町                               | 昭和30年7月2日 串本町          | 平成17年4月1日 東牟婁郡 串本町 | 東牟婁郡 串本町 |
| 田子浦       |                          |                          | 和深村                     | 和深村                         | 和深村                         | 昭和30年7月2日 串本町                               | 昭和30年7月2日 串本町          | 平成17年4月1日 東牟婁郡 串本町 | 東牟婁郡 串本町 |
| 江田浦       |                          |                          | 和深村                     | 和深村                         | 和深村                         | 昭和30年7月2日 串本町                               | 昭和30年7月2日 串本町          | 平成17年4月1日 東牟婁郡 串本町 | 東牟婁郡 串本町 |
| 里川村       |                          |                          | 和深村                     | 和深村                         | 和深村                         | 昭和30年7月2日 串本町                               | 昭和30年7月2日 串本町          | 平成17年4月1日 東牟婁郡 串本町 | 東牟婁郡 串本町 |
| 上野浦       | 上野浦                   | 上野浦                   | 潮岬村                     | 潮岬村                         | 潮岬村                         | 昭和30年7月2日 串本町                               | 昭和30年7月2日 串本町          | 平成17年4月1日 東牟婁郡 串本町 | 東牟婁郡 串本町 |
| 出雲浦       |                          |                          | 潮岬村                     | 潮岬村                         | 潮岬村                         | 昭和30年7月2日 串本町                               | 昭和30年7月2日 串本町          | 平成17年4月1日 東牟婁郡 串本町 | 東牟婁郡 串本町 |
| 有田浦       | 有田浦                   | 有田浦                   | 有田村                     | 有田村                         | 有田村                         | 昭和30年7月2日 串本町                               | 昭和30年7月2日 串本町          | 平成17年4月1日 東牟婁郡 串本町 | 東牟婁郡 串本町 |
| 有田上村     |                          |                          | 有田村                     | 有田村                         | 有田村                         | 昭和30年7月2日 串本町                               | 昭和30年7月2日 串本町          | 平成17年4月1日 東牟婁郡 串本町 | 東牟婁郡 串本町 |
| 吐生村       |                          |                          | 有田村                     | 有田村                         | 有田村                         | 昭和30年7月2日 串本町                               | 昭和30年7月2日 串本町          | 平成17年4月1日 東牟婁郡 串本町 | 東牟婁郡 串本町 |
| 田並浦       | 田並浦                   | 田並浦                   | 田並村                     | 田並村                         | 田並村                         | 昭和30年7月2日 串本町                               | 昭和30年7月2日 串本町          | 平成17年4月1日 東牟婁郡 串本町 | 東牟婁郡 串本町 |
| 田並上村     |                          |                          | 田並村                     | 田並村                         | 田並村                         | 昭和30年7月2日 串本町                               | 昭和30年7月2日 串本町          | 平成17年4月1日 東牟婁郡 串本町 | 東牟婁郡 串本町 |
| 大島浦       | 大島浦                   | 大島浦                   | 東牟婁郡 大島村            | 東牟婁郡 大島村                | 東牟婁郡 大島村                | 昭和33年1月15日 串本町に編入                        | 昭和33年1月15日 串本町に編入   | 平成17年4月1日 東牟婁郡 串本町 | 東牟婁郡 串本町 |
| 須江浦       |                          |                          | 東牟婁郡 大島村            | 東牟婁郡 大島村                | 東牟婁郡 大島村                | 昭和33年1月15日 串本町に編入                        | 昭和33年1月15日 串本町に編入   | 平成17年4月1日 東牟婁郡 串本町 | 東牟婁郡 串本町 |
| 樫野浦       |                          |                          | 東牟婁郡 大島村            | 東牟婁郡 大島村                | 東牟婁郡 大島村                | 昭和33年1月15日 串本町に編入                        | 昭和33年1月15日 串本町に編入   | 平成17年4月1日 東牟婁郡 串本町 | 東牟婁郡 串本町 |
| 深谷村       | 深谷村                   | 深谷村                   | 東牟婁郡 佐本村            | 明治40年7月1日 西牟婁郡 佐本村 | 佐本村                         | 昭和30年3月31日 すさみ町                            | 昭和30年3月31日 すさみ町       | すさみ町                       | すさみ町        |
| 根倉村       |                          |                          | 東牟婁郡 佐本村            | 明治40年7月1日 西牟婁郡 佐本村 | 佐本村                         | 昭和30年3月31日 すさみ町                            | 昭和30年3月31日 すさみ町       | すさみ町                       | すさみ町        |
| 平野村       |                          |                          | 東牟婁郡 佐本村            | 明治40年7月1日 西牟婁郡 佐本村 | 佐本村                         | 昭和30年3月31日 すさみ町                            | 昭和30年3月31日 すさみ町       | すさみ町                       | すさみ町        |
| 西野川村     |                          |                          | 東牟婁郡 佐本村            | 明治40年7月1日 西牟婁郡 佐本村 | 佐本村                         | 昭和30年3月31日 すさみ町                            | 昭和30年3月31日 すさみ町       | すさみ町                       | すさみ町        |
| 中野村       |                          |                          | 東牟婁郡 佐本村            | 明治40年7月1日 西牟婁郡 佐本村 | 佐本村                         | 昭和30年3月31日 すさみ町                            | 昭和30年3月31日 すさみ町       | すさみ町                       | すさみ町        |
| 中村         |                          |                          | 東牟婁郡 佐本村            | 明治40年7月1日 西牟婁郡 佐本村 | 佐本村                         | 昭和30年3月31日 すさみ町                            | 昭和30年3月31日 すさみ町       | すさみ町                       | すさみ町        |
| 東栗垣内村   |                          |                          | 東牟婁郡 佐本村            | 明治40年7月1日 西牟婁郡 佐本村 | 佐本村                         | 昭和30年3月31日 すさみ町                            | 昭和30年3月31日 すさみ町       | すさみ町                       | すさみ町        |
| 西栗垣内村   |                          |                          | 東牟婁郡 佐本村            | 明治40年7月1日 西牟婁郡 佐本村 | 佐本村                         | 昭和30年3月31日 すさみ町                            | 昭和30年3月31日 すさみ町       | すさみ町                       | すさみ町        |
| 追川村       |                          |                          | 東牟婁郡 佐本村            | 明治40年7月1日 西牟婁郡 佐本村 | 佐本村                         | 昭和30年3月31日 すさみ町                            | 昭和30年3月31日 すさみ町       | すさみ町                       | すさみ町        |
| 周参見浦     | 周参見浦                 | 周参見浦                 | 周参見村                   | 周参見村                       | 周参見村                       | 昭和30年3月31日 すさみ町                            | 昭和30年3月31日 すさみ町       | すさみ町                       | すさみ町        |
| 口和深村     |                          |                          | 周参見村                   | 周参見村                       | 周参見村                       | 昭和30年3月31日 すさみ町                            | 昭和30年3月31日 すさみ町       | すさみ町                       | すさみ町        |
| 和深川村     |                          |                          | 周参見村                   | 周参見村                       | 周参見村                       | 昭和30年3月31日 すさみ町                            | 昭和30年3月31日 すさみ町       | すさみ町                       | すさみ町        |
| 小河内村     | 小河内村                 | 小河内村                 | 大都河村                   | 大都河村                       | 大都河村                       | 昭和30年3月31日 すさみ町                            | 昭和30年3月31日 すさみ町       | すさみ町                       | すさみ町        |
| 防己村       |                          |                          | 大都河村                   | 大都河村                       | 大都河村                       | 昭和30年3月31日 すさみ町                            | 昭和30年3月31日 すさみ町       | すさみ町                       | すさみ町        |
| 大谷村       |                          |                          | 大都河村                   | 大都河村                       | 大都河村                       | 昭和30年3月31日 すさみ町                            | 昭和30年3月31日 すさみ町       | すさみ町                       | すさみ町        |
| 大川村       |                          |                          | 大都河村                   | 大都河村                       | 大都河村                       | 昭和30年3月31日 すさみ町                            | 昭和30年3月31日 すさみ町       | すさみ町                       | すさみ町        |
| 大附村       |                          |                          | 大都河村                   | 大都河村                       | 大都河村                       | 昭和30年3月31日 すさみ町                            | 昭和30年3月31日 すさみ町       | すさみ町                       | すさみ町        |
| 小附村       |                          |                          | 大都河村                   | 大都河村                       | 大都河村                       | 昭和30年3月31日 すさみ町                            | 昭和30年3月31日 すさみ町       | すさみ町                       | すさみ町        |
| 矢野口村     |                          |                          | 大都河村                   | 大都河村                       | 大都河村                       | 昭和30年3月31日 すさみ町                            | 昭和30年3月31日 すさみ町       | すさみ町                       | すさみ町        |
| 矢ヶ谷村     |                          |                          | 大都河村                   | 大都河村                       | 大都河村                       | 昭和30年3月31日 すさみ町                            | 昭和30年3月31日 すさみ町       | すさみ町                       | すさみ町        |
| 柿垣内村     |                          |                          | 大都河村                   | 大都河村                       | 大都河村                       | 昭和30年3月31日 すさみ町                            | 昭和30年3月31日 すさみ町       | すさみ町                       | すさみ町        |
| 大鎌村       | 大鎌村                   | 大鎌村                   | 大都河村                   | 大都河村                       | 大都河村                       | 昭和31年4月1日 すさみ町の内 大字大鎌を 江住村に編入 | 昭和34年3月25日 すさみ町に編入 | すさみ町                       | すさみ町        |
| 見老津浦     | 見老津浦                 | 見老津浦                 | 江住村                     | 江住村                         | 江住村                         | 江住村                                              | 昭和34年3月25日 すさみ町に編入 | すさみ町                       | すさみ町        |
| 江住浦       |                          |                          | 江住村                     | 江住村                         | 江住村                         | 江住村                                              | 昭和34年3月25日 すさみ町に編入 | すさみ町                       | すさみ町        |
| 里野浦       |                          |                          | 江住村                     | 江住村                         | 江住村                         | 江住村                                              | 昭和34年3月25日 すさみ町に編入 | すさみ町                       | すさみ町        |
| 日置浦       | 日置浦                   | 日置浦                   | 日置村                     | 大正13年2月11日 町制 日置町    | 日置町                         | 昭和31年7月1日 日置川町                             | 昭和31年7月1日 日置川町        | 平成18年3月1日 白浜町          | 白浜町          |
| 塩野村       |                          |                          | 日置村                     | 大正13年2月11日 町制 日置町    | 日置町                         | 昭和31年7月1日 日置川町                             | 昭和31年7月1日 日置川町        | 平成18年3月1日 白浜町          | 白浜町          |
| 安宅村       |                          |                          | 日置村                     | 大正13年2月11日 町制 日置町    | 日置町                         | 昭和31年7月1日 日置川町                             | 昭和31年7月1日 日置川町        | 平成18年3月1日 白浜町          | 白浜町          |
| 大古村       |                          |                          | 日置村                     | 大正13年2月11日 町制 日置町    | 日置町                         | 昭和31年7月1日 日置川町                             | 昭和31年7月1日 日置川町        | 平成18年3月1日 白浜町          | 白浜町          |
| 矢田村       |                          |                          | 日置村                     | 大正13年2月11日 町制 日置町    | 日置町                         | 昭和31年7月1日 日置川町                             | 昭和31年7月1日 日置川町        | 平成18年3月1日 白浜町          | 白浜町          |
| 田野井村     | 田野井村                 | 田野井村                 | 三舞村                     | 三舞村                         | 三舞村                         | 昭和31年7月1日 日置川町                             | 昭和31年7月1日 日置川町        | 平成18年3月1日 白浜町          | 白浜町          |
| 口ケ谷村     |                          |                          | 三舞村                     | 三舞村                         | 三舞村                         | 昭和31年7月1日 日置川町                             | 昭和31年7月1日 日置川町        | 平成18年3月1日 白浜町          | 白浜町          |
| 安居村       |                          |                          | 三舞村                     | 三舞村                         | 三舞村                         | 昭和31年7月1日 日置川町                             | 昭和31年7月1日 日置川町        | 平成18年3月1日 白浜町          | 白浜町          |
| 寺山村       |                          |                          | 三舞村                     | 三舞村                         | 三舞村                         | 昭和31年7月1日 日置川町                             | 昭和31年7月1日 日置川町        | 平成18年3月1日 白浜町          | 白浜町          |
| 中島村       |                          |                          | 三舞村                     | 三舞村                         | 三舞村                         | 昭和31年7月1日 日置川町                             | 昭和31年7月1日 日置川町        | 平成18年3月1日 白浜町          | 白浜町          |
| 神宮寺村     |                          |                          | 三舞村                     | 三舞村                         | 三舞村                         | 昭和31年7月1日 日置川町                             | 昭和31年7月1日 日置川町        | 平成18年3月1日 白浜町          | 白浜町          |
| 向平村       |                          |                          | 三舞村                     | 三舞村                         | 三舞村                         | 昭和31年7月1日 日置川町                             | 昭和31年7月1日 日置川町        | 平成18年3月1日 白浜町          | 白浜町          |
| 久木村       |                          |                          | 三舞村                     | 三舞村                         | 三舞村                         | 昭和31年7月1日 日置川町                             | 昭和31年7月1日 日置川町        | 平成18年3月1日 白浜町          | 白浜町          |
| 太間川村     |                          |                          | 三舞村                     | 三舞村                         | 三舞村                         | 昭和31年7月1日 日置川町                             | 昭和31年7月1日 日置川町        | 平成18年3月1日 白浜町          | 白浜町          |
| 宇津木村     | 宇津木村                 | 宇津木村                 | 川添村                     | 川添村                         | 川添村                         | 昭和31年7月1日 日置川町                             | 昭和31年7月1日 日置川町        | 平成18年3月1日 白浜町          | 白浜町          |
| 大村         |                          |                          | 川添村                     | 川添村                         | 川添村                         | 昭和31年7月1日 日置川町                             | 昭和31年7月1日 日置川町        | 平成18年3月1日 白浜町          | 白浜町          |
| 玉伝村       |                          |                          | 川添村                     | 川添村                         | 川添村                         | 昭和31年7月1日 日置川町                             | 昭和31年7月1日 日置川町        | 平成18年3月1日 白浜町          | 白浜町          |
| 小房村       |                          |                          | 川添村                     | 川添村                         | 川添村                         | 昭和31年7月1日 日置川町                             | 昭和31年7月1日 日置川町        | 平成18年3月1日 白浜町          | 白浜町          |
| 市鹿野村     |                          |                          | 川添村                     | 川添村                         | 川添村                         | 昭和31年7月1日 日置川町                             | 昭和31年7月1日 日置川町        | 平成18年3月1日 白浜町          | 白浜町          |
| 里谷村       |                          |                          | 川添村                     | 川添村                         | 川添村                         | 昭和31年7月1日 日置川町                             | 昭和31年7月1日 日置川町        | 平成18年3月1日 白浜町          | 白浜町          |
| 上露村       |                          |                          | 川添村                     | 川添村                         | 川添村                         | 昭和31年7月1日 日置川町                             | 昭和31年7月1日 日置川町        | 平成18年3月1日 白浜町          | 白浜町          |
| 大瀬村       |                          |                          | 川添村                     | 川添村                         | 川添村                         | 昭和31年7月1日 日置川町                             | 昭和31年7月1日 日置川町        | 平成18年3月1日 白浜町          | 白浜町          |
| 北谷村       |                          |                          | 川添村                     | 川添村                         | 川添村                         | 昭和31年7月1日 日置川町                             | 昭和31年7月1日 日置川町        | 平成18年3月1日 白浜町          | 白浜町          |
| 竹垣内村     |                          |                          | 川添村                     | 川添村                         | 川添村                         | 昭和31年7月1日 日置川町                             | 昭和31年7月1日 日置川町        | 平成18年3月1日 白浜町          | 白浜町          |
| 小川村       |                          |                          | 川添村                     | 川添村                         | 川添村                         | 昭和31年7月1日 日置川町                             | 昭和31年7月1日 日置川町        | 平成18年3月1日 白浜町          | 白浜町          |
| 城村         |                          |                          | 川添村                     | 川添村                         | 川添村                         | 昭和31年7月1日 日置川町                             | 昭和31年7月1日 日置川町        | 平成18年3月1日 白浜町          | 白浜町          |
| 瀬戸鉛山村   | 瀬戸鉛山村               | 瀬戸鉛山村               | 瀬戸鉛山村                 | 瀬戸鉛山村                     | 昭和15年3月1日 町制改称 白浜町 | 白浜町                                              | 白浜町                         | 平成18年3月1日 白浜町          | 白浜町          |
| 中村         | 中村                     | 中村                     | 南富田村                   | 南富田村                       | 南富田村                       | 昭和30年3月15日 白浜町に編入                        | 昭和30年3月15日 白浜町に編入   | 平成18年3月1日 白浜町          | 白浜町          |
| 高井村       | 明治8年 栄村             | 明治8年 栄村             | 南富田村                   | 南富田村                       | 南富田村                       | 昭和30年3月15日 白浜町に編入                        | 昭和30年3月15日 白浜町に編入   | 平成18年3月1日 白浜町          | 白浜町          |
| 溝端村       | 明治8年 栄村             | 明治8年 栄村             | 南富田村                   | 南富田村                       | 南富田村                       | 昭和30年3月15日 白浜町に編入                        | 昭和30年3月15日 白浜町に編入   | 平成18年3月1日 白浜町          | 白浜町          |
| 吉田村       | 明治8年 栄村             | 明治8年 栄村             | 南富田村                   | 南富田村                       | 南富田村                       | 昭和30年3月15日 白浜町に編入                        | 昭和30年3月15日 白浜町に編入   | 平成18年3月1日 白浜町          | 白浜町          |
| 高瀬村       | 明治20年 富田村          | 明治20年 富田村          | 東富田村                   | 東富田村                       | 東富田村                       | 昭和31年9月30日 富田村                              | 昭和33年7月1日 白浜町に編入    | 平成18年3月1日 白浜町          | 白浜町          |
| 芝生村       | 明治20年 富田村          | 明治20年 富田村          | 東富田村                   | 東富田村                       | 東富田村                       | 昭和31年9月30日 富田村                              | 昭和33年7月1日 白浜町に編入    | 平成18年3月1日 白浜町          | 白浜町          |
| 十九渕村     |                          |                          | 東富田村                   | 東富田村                       | 東富田村                       | 昭和31年9月30日 富田村                              | 昭和33年7月1日 白浜町に編入    | 平成18年3月1日 白浜町          | 白浜町          |
| 朝来帰村     |                          |                          | 東富田村                   | 東富田村                       | 東富田村                       | 昭和31年9月30日 富田村                              | 昭和33年7月1日 白浜町に編入    | 平成18年3月1日 白浜町          | 白浜町          |
| 保呂村       | 保呂村                   | 保呂村                   | 北富田村                   | 北富田村                       | 北富田村                       | 昭和31年9月30日 富田村                              | 昭和33年7月1日 白浜町に編入    | 平成18年3月1日 白浜町          | 白浜町          |
| 内ノ川村     |                          |                          | 北富田村                   | 北富田村                       | 北富田村                       | 昭和31年9月30日 富田村                              | 昭和33年7月1日 白浜町に編入    | 平成18年3月1日 白浜町          | 白浜町          |
| 庄川村       |                          |                          | 北富田村                   | 北富田村                       | 北富田村                       | 昭和31年9月30日 富田村                              | 昭和33年7月1日 白浜町に編入    | 平成18年3月1日 白浜町          | 白浜町          |
| 平村         |                          |                          | 北富田村                   | 北富田村                       | 北富田村                       | 昭和31年9月30日 富田村                              | 昭和33年7月1日 白浜町に編入    | 平成18年3月1日 白浜町          | 白浜町          |
| 才野村       | 才野村                   | 才野村                   | 西富田村                   | 西富田村                       | 西富田村                       | 昭和30年3月15日 田辺市に編入                        | 昭和33年7月1日 白浜町に編入    | 平成18年3月1日 白浜町          | 白浜町          |
| 堅田村       |                          |                          | 西富田村                   | 西富田村                       | 西富田村                       | 昭和30年3月15日 田辺市に編入                        | 昭和33年7月1日 白浜町に編入    | 平成18年3月1日 白浜町          | 白浜町          |
| 境村         | 明治12年 下芳養村        | 明治12年 下芳養村        | 下芳養村                   | 下芳養村                       | 昭和17年5月20日 田辺市         | 田辺市                                              | 田辺市                         | 平成17年5月1日 田辺市          | 田辺市          |
| 田中村       | 明治12年 下芳養村        | 明治12年 下芳養村        | 下芳養村                   | 下芳養村                       | 昭和17年5月20日 田辺市         | 田辺市                                              | 田辺市                         | 平成17年5月1日 田辺市          | 田辺市          |
| 芋村         | 明治12年 下芳養村        | 明治12年 下芳養村        | 下芳養村                   | 下芳養村                       | 昭和17年5月20日 田辺市         | 田辺市                                              | 田辺市                         | 平成17年5月1日 田辺市          | 田辺市          |
| 稲生村       | 明治12年 下芳養村        | 明治12年 下芳養村        | 下芳養村                   | 下芳養村                       | 昭和17年5月20日 田辺市         | 田辺市                                              | 田辺市                         | 平成17年5月1日 田辺市          | 田辺市          |
| 西ノ谷村     | 西ノ谷村                 | 大部分                   | 西ノ谷村                   | 大正13年7月1日 田辺町に編入    | 昭和17年5月20日 田辺市         | 田辺市                                              | 田辺市                         | 平成17年5月1日 田辺市          | 田辺市          |
| 西ノ谷村     | 西ノ谷村                 | 一部                     | 田辺町                     | 田辺町                         | 昭和17年5月20日 田辺市         | 田辺市                                              | 田辺市                         | 平成17年5月1日 田辺市          | 田辺市          |
| 田辺城下13町 |                          |                          | 田辺町                     | 田辺町                         | 昭和17年5月20日 田辺市         | 田辺市                                              | 田辺市                         | 平成17年5月1日 田辺市          | 田辺市          |
| 湊村         | 湊村                     | 一部                     | 田辺町                     | 田辺町                         | 昭和17年5月20日 田辺市         | 田辺市                                              | 田辺市                         | 平成17年5月1日 田辺市          | 田辺市          |
| 湊村         | 湊村                     | 大部分                   | 湊村                       | 大正13年7月1日 田辺町に編入    | 昭和17年5月20日 田辺市         | 田辺市                                              | 田辺市                         | 平成17年5月1日 田辺市          | 田辺市          |
| 神子浜村     | 神子浜村                 | 大部分                   | 湊村                       | 大正13年7月1日 田辺町に編入    | 昭和17年5月20日 田辺市         | 田辺市                                              | 田辺市                         | 平成17年5月1日 田辺市          | 田辺市          |
| 神子浜村     | 神子浜村                 | 一部                     | 新庄村                     | 新庄村                         | 昭和29年2月4日 田辺市に編入    | 田辺市                                              | 田辺市                         | 平成17年5月1日 田辺市          | 田辺市          |
| 新庄村       |                          |                          | 新庄村                     | 新庄村                         | 昭和29年2月4日 田辺市に編入    | 田辺市                                              | 田辺市                         | 平成17年5月1日 田辺市          | 田辺市          |
| 伊作田村     | 明治8年 稲成村           | 明治8年 稲成村           | 稲成村                     | 稲成村                         | 昭和25年12月15日 田辺市に編入  | 田辺市                                              | 田辺市                         | 平成17年5月1日 田辺市          | 田辺市          |
| 糸田村       | 明治8年 稲成村           | 明治8年 稲成村           | 稲成村                     | 稲成村                         | 昭和25年12月15日 田辺市に編入  | 田辺市                                              | 田辺市                         | 平成17年5月1日 田辺市          | 田辺市          |
| 下秋津村     | 下秋津村                 | 下秋津村                 | 下秋津村                   | 下秋津村                       | 昭和25年12月15日 田辺市に編入  | 田辺市                                              | 田辺市                         | 平成17年5月1日 田辺市          | 田辺市          |
| 下万呂村     | 下万呂村                 | 下万呂村                 | 万呂村                     | 万呂村                         | 昭和25年12月15日 田辺市に編入  | 田辺市                                              | 田辺市                         | 平成17年5月1日 田辺市          | 田辺市          |
| 中万呂村     |                          |                          | 万呂村                     | 万呂村                         | 昭和25年12月15日 田辺市に編入  | 田辺市                                              | 田辺市                         | 平成17年5月1日 田辺市          | 田辺市          |
| 上万呂村     |                          |                          | 万呂村                     | 万呂村                         | 昭和25年12月15日 田辺市に編入  | 田辺市                                              | 田辺市                         | 平成17年5月1日 田辺市          | 田辺市          |
| 小野村       | 明治12年 中芳養村        | 明治12年 中芳養村        | 中芳養村                   | 中芳養村                       | 中芳養村                       | 昭和31年9月30日 牟婁町                              | 昭和39年10月15日 田辺市に編入  | 平成17年5月1日 田辺市          | 田辺市          |
| 林村         | 明治12年 中芳養村        | 明治12年 中芳養村        | 中芳養村                   | 中芳養村                       | 中芳養村                       | 昭和31年9月30日 牟婁町                              | 昭和39年10月15日 田辺市に編入  | 平成17年5月1日 田辺市          | 田辺市          |
| 田尻村       | 明治12年 中芳養村        | 明治12年 中芳養村        | 中芳養村                   | 中芳養村                       | 中芳養村                       | 昭和31年9月30日 牟婁町                              | 昭和39年10月15日 田辺市に編入  | 平成17年5月1日 田辺市          | 田辺市          |
| 西野々村     | 明治12年 中芳養村        | 明治12年 中芳養村        | 中芳養村                   | 中芳養村                       | 中芳養村                       | 昭和31年9月30日 牟婁町                              | 昭和39年10月15日 田辺市に編入  | 平成17年5月1日 田辺市          | 田辺市          |
| 平野村       | 明治12年 中芳養村        | 明治12年 中芳養村        | 中芳養村                   | 中芳養村                       | 中芳養村                       | 昭和31年9月30日 牟婁町                              | 昭和39年10月15日 田辺市に編入  | 平成17年5月1日 田辺市          | 田辺市          |
| 東山村       | 明治12年 上芳養村        | 明治12年 上芳養村        | 上芳養村                   | 上芳養村                       | 上芳養村                       | 昭和31年9月30日 牟婁町                              | 昭和39年10月15日 田辺市に編入  | 平成17年5月1日 田辺市          | 田辺市          |
| 西山村       | 明治12年 上芳養村        | 明治12年 上芳養村        | 上芳養村                   | 上芳養村                       | 上芳養村                       | 昭和31年9月30日 牟婁町                              | 昭和39年10月15日 田辺市に編入  | 平成17年5月1日 田辺市          | 田辺市          |
| 日向村       | 明治12年 上芳養村        | 明治12年 上芳養村        | 上芳養村                   | 上芳養村                       | 上芳養村                       | 昭和31年9月30日 牟婁町                              | 昭和39年10月15日 田辺市に編入  | 平成17年5月1日 田辺市          | 田辺市          |
| 上秋津村     | 上秋津村                 | 上秋津村                 | 上秋津村                   | 上秋津村                       | 上秋津村                       | 昭和31年9月30日 牟婁町                              | 昭和39年10月15日 田辺市に編入  | 平成17年5月1日 田辺市          | 田辺市          |
| 秋津川村     | 秋津川村                 | 秋津川村                 | 秋津川村                   | 秋津川村                       | 秋津川村                       | 昭和31年9月30日 牟婁町                              | 昭和39年10月15日 田辺市に編入  | 平成17年5月1日 田辺市          | 田辺市          |
| 下三栖村     | 下三栖村                 | 下三栖村                 | 三栖村                     | 三栖村                         | 三栖村                         | 昭和31年9月30日 牟婁町                              | 昭和39年10月15日 田辺市に編入  | 平成17年5月1日 田辺市          | 田辺市          |
| 中三栖村     |                          |                          | 三栖村                     | 三栖村                         | 三栖村                         | 昭和31年9月30日 牟婁町                              | 昭和39年10月15日 田辺市に編入  | 平成17年5月1日 田辺市          | 田辺市          |
| 上三栖村     |                          |                          | 三栖村                     | 三栖村                         | 三栖村                         | 昭和31年9月30日 牟婁町                              | 昭和39年10月15日 田辺市に編入  | 平成17年5月1日 田辺市          | 田辺市          |
| 長瀬村       | 明治12年 改称 上長瀬村   | 明治12年 改称 上長瀬村   | 長野村                     | 長野村                         | 長野村                         | 昭和31年9月30日 牟婁町                              | 昭和39年10月15日 田辺市に編入  | 平成17年5月1日 田辺市          | 田辺市          |
| 馬我野村     |                          |                          | 長野村                     | 長野村                         | 長野村                         | 昭和31年9月30日 牟婁町                              | 昭和39年10月15日 田辺市に編入  | 平成17年5月1日 田辺市          | 田辺市          |
| 伏菟野村     |                          |                          | 長野村                     | 長野村                         | 長野村                         | 昭和31年9月30日 牟婁町                              | 昭和39年10月15日 田辺市に編入  | 平成17年5月1日 田辺市          | 田辺市          |
| 近露村       | 近露村                   | 近露村                   | 近野村                     | 近野村                         | 近野村                         | 昭和31年9月30日 中辺路町                            | 昭和31年9月30日 中辺路町       | 平成17年5月1日 田辺市          | 田辺市          |
| 野中村       |                          |                          | 近野村                     | 近野村                         | 近野村                         | 昭和31年9月30日 中辺路町                            | 昭和31年9月30日 中辺路町       | 平成17年5月1日 田辺市          | 田辺市          |
| 道湯川村     |                          |                          | 近野村                     | 近野村                         | 近野村                         | 昭和31年9月30日 中辺路町                            | 昭和31年9月30日 中辺路町       | 平成17年5月1日 田辺市          | 田辺市          |
| 高原村       | 高原村                   | 高原村                   | 二川村                     | 二川村                         | 二川村                         | 昭和31年9月30日 中辺路町                            | 昭和31年9月30日 中辺路町       | 平成17年5月1日 田辺市          | 田辺市          |
| 大川村       |                          |                          | 二川村                     | 二川村                         | 二川村                         | 昭和31年9月30日 中辺路町                            | 昭和31年9月30日 中辺路町       | 平成17年5月1日 田辺市          | 田辺市          |
| 福定村       |                          |                          | 二川村                     | 二川村                         | 二川村                         | 昭和31年9月30日 中辺路町                            | 昭和31年9月30日 中辺路町       | 平成17年5月1日 田辺市          | 田辺市          |
| 温川村       |                          |                          | 二川村                     | 二川村                         | 二川村                         | 昭和31年9月30日 中辺路町                            | 昭和31年9月30日 中辺路町       | 平成17年5月1日 田辺市          | 田辺市          |
| 小松原村     |                          |                          | 二川村                     | 二川村                         | 二川村                         | 昭和31年9月30日 中辺路町                            | 昭和31年9月30日 中辺路町       | 平成17年5月1日 田辺市          | 田辺市          |
| 兵生村       |                          |                          | 二川村                     | 二川村                         | 二川村                         | 昭和31年9月30日 中辺路町                            | 昭和31年9月30日 中辺路町       | 平成17年5月1日 田辺市          | 田辺市          |
| 北郡村       | 北郡村                   | 北郡村                   | 栗栖川村                   | 栗栖川村                       | 栗栖川村                       | 昭和31年9月30日 中辺路町                            | 昭和31年9月30日 中辺路町       | 平成17年5月1日 田辺市          | 田辺市          |
| 真砂村       |                          |                          | 栗栖川村                   | 栗栖川村                       | 栗栖川村                       | 昭和31年9月30日 中辺路町                            | 昭和31年9月30日 中辺路町       | 平成17年5月1日 田辺市          | 田辺市          |
| 西谷村       |                          |                          | 栗栖川村                   | 栗栖川村                       | 栗栖川村                       | 昭和31年9月30日 中辺路町                            | 昭和31年9月30日 中辺路町       | 平成17年5月1日 田辺市          | 田辺市          |
| 栗栖川村     |                          |                          | 栗栖川村                   | 栗栖川村                       | 栗栖川村                       | 昭和31年9月30日 中辺路町                            | 昭和31年9月30日 中辺路町       | 平成17年5月1日 田辺市          | 田辺市          |
| 小皆村       |                          |                          | 栗栖川村                   | 栗栖川村                       | 栗栖川村                       | 昭和31年9月30日 中辺路町                            | 昭和31年9月30日 中辺路町       | 平成17年5月1日 田辺市          | 田辺市          |
| 熊野川村     |                          |                          | 栗栖川村                   | 栗栖川村                       | 栗栖川村                       | 昭和31年9月30日 中辺路町                            | 昭和31年9月30日 中辺路町       | 平成17年5月1日 田辺市          | 田辺市          |
| 澤村         |                          |                          | 栗栖川村                   | 栗栖川村                       | 栗栖川村                       | 昭和31年9月30日 中辺路町                            | 昭和31年9月30日 中辺路町       | 平成17年5月1日 田辺市          | 田辺市          |
| 小野村       | 明治4年 改称 水上村      | 明治4年 改称 水上村      | 栗栖川村                   | 栗栖川村                       | 栗栖川村                       | 昭和31年9月30日 中辺路町                            | 昭和31年9月30日 中辺路町       | 平成17年5月1日 田辺市          | 田辺市          |
| 石船村       |                          |                          | 栗栖川村                   | 栗栖川村                       | 栗栖川村                       | 昭和31年9月30日 中辺路町                            | 昭和31年9月30日 中辺路町       | 平成17年5月1日 田辺市          | 田辺市          |
| 内井川村     | 内井川村                 | 内井川村                 | 富里村                     | 富里村                         | 富里村                         | 昭和31年9月30日 中辺路町                            | 昭和31年9月30日 中辺路町       | 平成17年5月1日 田辺市          | 田辺市          |
| 和田村       | 和田村                   | 和田村                   | 富里村                     | 富里村                         | 富里村                         | 昭和31年9月30日 大塔村                              | 昭和31年9月30日 大塔村         | 平成17年5月1日 田辺市          | 田辺市          |
| 下川下村     |                          |                          | 富里村                     | 富里村                         | 富里村                         | 昭和31年9月30日 大塔村                              | 昭和31年9月30日 大塔村         | 平成17年5月1日 田辺市          | 田辺市          |
| 下川上村     |                          |                          | 富里村                     | 富里村                         | 富里村                         | 昭和31年9月30日 大塔村                              | 昭和31年9月30日 大塔村         | 平成17年5月1日 田辺市          | 田辺市          |
| 深谷村       | 深谷村                   | 深谷村                   | 三川村                     | 三川村                         | 三川村                         | 昭和31年9月30日 大塔村                              | 昭和31年9月30日 大塔村         | 平成17年5月1日 田辺市          | 田辺市          |
| 小谷村       |                          |                          | 三川村                     | 三川村                         | 三川村                         | 昭和31年9月30日 大塔村                              | 昭和31年9月30日 大塔村         | 平成17年5月1日 田辺市          | 田辺市          |
| 合川村       |                          |                          | 三川村                     | 三川村                         | 三川村                         | 昭和31年9月30日 大塔村                              | 昭和31年9月30日 大塔村         | 平成17年5月1日 田辺市          | 田辺市          |
| 竹ノ平村     |                          |                          | 三川村                     | 三川村                         | 三川村                         | 昭和31年9月30日 大塔村                              | 昭和31年9月30日 大塔村         | 平成17年5月1日 田辺市          | 田辺市          |
| 向山村       |                          |                          | 三川村                     | 三川村                         | 三川村                         | 昭和31年9月30日 大塔村                              | 昭和31年9月30日 大塔村         | 平成17年5月1日 田辺市          | 田辺市          |
| 下露村       |                          |                          | 三川村                     | 三川村                         | 三川村                         | 昭和31年9月30日 大塔村                              | 昭和31年9月30日 大塔村         | 平成17年5月1日 田辺市          | 田辺市          |
| 古屋村       |                          |                          | 三川村                     | 三川村                         | 三川村                         | 昭和31年9月30日 大塔村                              | 昭和31年9月30日 大塔村         | 平成17年5月1日 田辺市          | 田辺市          |
| 佐田村       |                          |                          | 三川村                     | 三川村                         | 三川村                         | 昭和31年9月30日 大塔村                              | 昭和31年9月30日 大塔村         | 平成17年5月1日 田辺市          | 田辺市          |
| 中野俣村     |                          |                          | 三川村                     | 三川村                         | 三川村                         | 昭和31年9月30日 大塔村                              | 昭和31年9月30日 大塔村         | 平成17年5月1日 田辺市          | 田辺市          |
| 谷野口村     |                          |                          | 三川村                     | 三川村                         | 三川村                         | 昭和31年9月30日 大塔村                              | 昭和31年9月30日 大塔村         | 平成17年5月1日 田辺市          | 田辺市          |
| 串村         |                          |                          | 三川村                     | 三川村                         | 三川村                         | 昭和31年9月30日 大塔村                              | 昭和31年9月30日 大塔村         | 平成17年5月1日 田辺市          | 田辺市          |
| 九川村       |                          |                          | 三川村                     | 三川村                         | 三川村                         | 昭和31年9月30日 大塔村                              | 昭和31年9月30日 大塔村         | 平成17年5月1日 田辺市          | 田辺市          |
| 長瀬村       |                          |                          | 三川村                     | 三川村                         | 三川村                         | 昭和31年9月30日 大塔村                              | 昭和31年9月30日 大塔村         | 平成17年5月1日 田辺市          | 田辺市          |
| 伏菟野村     | 明治12年 改称 東伏菟野村 | 明治12年 改称 東伏菟野村 | 三川村                     | 三川村                         | 三川村                         | 昭和31年9月30日 大塔村                              | 昭和31年9月30日 大塔村         | 平成17年5月1日 田辺市          | 田辺市          |
| 原村         |                          |                          | 三川村                     | 三川村                         | 三川村                         | 昭和31年9月30日 大塔村                              | 昭和31年9月30日 大塔村         | 平成17年5月1日 田辺市          | 田辺市          |
| 五味村       |                          |                          | 三川村                     | 三川村                         | 三川村                         | 昭和31年9月30日 大塔村                              | 昭和31年9月30日 大塔村         | 平成17年5月1日 田辺市          | 田辺市          |
| 面川村       | 面川村                   | 面川村                   | 豊原村                     | 三川村                         | 昭和4年4月1日 三川村に編入     | 昭和31年9月30日 大塔村                              | 昭和31年9月30日 大塔村         | 平成17年5月1日 田辺市          | 田辺市          |
| 熊野村       |                          |                          | 豊原村                     | 三川村                         | 昭和4年4月1日 三川村に編入     | 昭和31年9月30日 大塔村                              | 昭和31年9月30日 大塔村         | 平成17年5月1日 田辺市          | 田辺市          |
| 大谷村       | 明治12年 改称 西大谷村   | 明治12年 改称 西大谷村   | 豊原村                     | 三川村                         | 昭和4年4月1日 三川村に編入     | 昭和31年9月30日 大塔村                              | 昭和31年9月30日 大塔村         | 平成17年5月1日 田辺市          | 田辺市          |
| 上木守村     | 明治11年 木守村          | 明治11年 木守村          | 豊原村                     | 三川村                         | 昭和4年4月1日 三川村に編入     | 昭和31年9月30日 大塔村                              | 昭和31年9月30日 大塔村         | 平成17年5月1日 田辺市          | 田辺市          |
| 下木守村     | 明治11年 木守村          | 明治11年 木守村          | 豊原村                     | 三川村                         | 昭和4年4月1日 三川村に編入     | 昭和31年9月30日 大塔村                              | 昭和31年9月30日 大塔村         | 平成17年5月1日 田辺市          | 田辺市          |
| 鮎川村       | 鮎川村                   | その他                   | 鮎川村                     | 鮎川村                         | 鮎川村                         | 昭和31年9月30日 大塔村                              | 昭和31年9月30日 大塔村         | 平成17年5月1日 田辺市          | 田辺市          |
| 鮎川村       | 鮎川村                   | 下鮎川                   | 鮎川村                     | 鮎川村                         | 鮎川村                         | 昭和31年9月30日 上富田町                            | 昭和33年3月1日 上富田町        | 上富田町                       | 上富田町        |
| 岩田村       | 岩田村                   | 岩田村                   | 岩田村                     | 岩田村                         | 岩田村                         | 昭和31年9月30日 上富田町                            | 昭和33年3月1日 上富田町        | 上富田町                       | 上富田町        |
| 岡村         |                          |                          | 岩田村                     | 岩田村                         | 岩田村                         | 昭和31年9月30日 上富田町                            | 昭和33年3月1日 上富田町        | 上富田町                       | 上富田町        |
| 市ノ瀬村     | 市ノ瀬村                 | 市ノ瀬村                 | 市ノ瀬村                   | 市ノ瀬村                       | 市ノ瀬村                       | 昭和31年9月30日 上富田町                            | 昭和33年3月1日 上富田町        | 上富田町                       | 上富田町        |
| 生馬村       | 生馬村                   | 生馬村                   | 生馬村                     | 生馬村                         | 生馬村                         | 昭和31年9月30日 富田川町                            | 昭和33年3月1日 上富田町        | 上富田町                       | 上富田町        |
| 朝来村       | 朝来村                   | 朝来村                   | 朝来村                     | 朝来村                         | 朝来村                         | 昭和31年9月30日 富田川町                            | 昭和33年3月1日 上富田町        | 上富田町                       | 上富田町        |
| 岩崎村       |                          |                          | 朝来村                     | 朝来村                         | 朝来村                         | 昭和31年9月30日 富田川町                            | 昭和33年3月1日 上富田町        | 上富田町                       | 上富田町        |

## 行政
歴代郡長
| 代 | 氏名 | 就任年月日                | 退任年月日                | 備考                   |
| -- | ---- | ------------------------- | ------------------------- | ---------------------- |
| 1  |      | 明治12年（1879年）1月20日 |                           |                        |
|    |      |                           | 大正15年（1926年）6月30日 | 郡役所廃止により、廃官 |

## 関連文献
- 『西牟婁郡勢一斑』和歌山県西牟婁郡、1914年。NDLJP:906565。